# 小野寺公二
小野寺 公二（おのでら こうじ、1920年2月5日 - 1998年10月8日）は日本の歴史小説作家。別名義に田原 耕二（たはら こうじ）。

## 略歴
青森県生まれ。後に父の郷里である岩手県胆沢郡胆沢町（現在の奥州市）へ転居し、旧制一関中学校（現岩手県立一関第一高等学校）を卒業。東京の中央大学経済学部へ進学し、卒業した後に病気療養のため帰郷する。1954年（昭和29年）に「奥羽のキリスト」でデビューするが、以後しばらくは「田原耕二」名義で懸賞歌謡の作詞を中心に活動し1964年（昭和39年）に「岩手県民の歌」（作曲：中田喜直）が入選した。
1970年代以降は主に歴史小説を手掛け、東北地方を舞台にしたものや算学を題材にしたものに特色がある。

## 作品リスト
※ 単行本の刊行順に記す。
- 滅びの果実 紅玉物語（1980年3月、時事通信社）
- 南部一揆の旗（1985年9月、三一書房、1995年2月、集英社文庫） ISBN 4-08-748284-7
- 算学武士道（1989年2月、文藝春秋、1994年1月、光文社文庫） ISBN 4-334-71831-0
- 幕末算法伝（1990年10月、講談社、1994年7月、光文社文庫） ISBN 4-334-71912-0
- 平泉落日（1992年11月、光文社文庫） ISBN 4-334-71617-2
- 新宿お取潰し（1993年6月、光文社文庫） ISBN 4-334-71718-7
- 賊軍の狙撃者（1997年8月、光文社文庫） ISBN 4-334-72455-8